# 2005 en Égypte
Chronologie de l'Égypte
- 2001
- 2002
- 2003
- 2004
- 2005
- 2006
- 2007
- 2008
- 2009

Cet article présente les faits marquants de l'année 2005 en Égypte.

## Évènements
- Des agressions sexuelles de masse (pratiquées par des groupes d'hommes, en public, dans une foule, généralement à l'encontre de femmes), ont été documentées en Égypte depuis 2005 [n 1]. Les forces de sécurité égyptiennes et certains de leurs agents, ont été accusés d'utiliser cette forme de violence contre les femmes en tant qu'arme contre des manifestantes lors d'une manifestation politique sur la place Tahrir, au Caire, le 25 mai 2005.
- 13 janvier : les ministres de la santé du Niger, du Nigeria, de l'Égypte, du Burkina Faso, de la Côte d'Ivoire, de la République centrafricaine, du Soudan, et du Tchad se réunissent à Genève au siège de l'Organisation mondiale de la santé. Ils ont décidé d'organiser une série de campagnes de vaccination contre la poliomyélite et de renforcer la surveillance épidémiologique. En 2004, le nombre d'enfants africains frappés de poliomyélite a doublé pour atteindre 1 037[3].
- Nuit du 22 au 23 juillet : des attentats ont à Charm el-Cheikh, le jour de la fête nationale égyptienne. Une série de sept explosions presque simultanées ont eu lieu à 1 h 15 (locale) (22 h 15 GMT) touchant :
  - le parking du Vieux marché où un minibus rempli d'explosifs a explosé ;
  - le parking de l'hôtel Mövenpick, où un sac rempli d'explosifs a explosé ;
  - l'hôtel Ghazala Gardens dans le quartier de Naama Bay, qui a été complètement détruit par une voiture piégée qui s'est projeté dans la réception de l'hôtel.

Les explosions ont été ressenties sur plusieurs kilomètres. Seul l'attentat contre l'hôtel Ghazala Gardens serait dû à un kamikaze, les autres explosions auraient été déclenchées à distance.

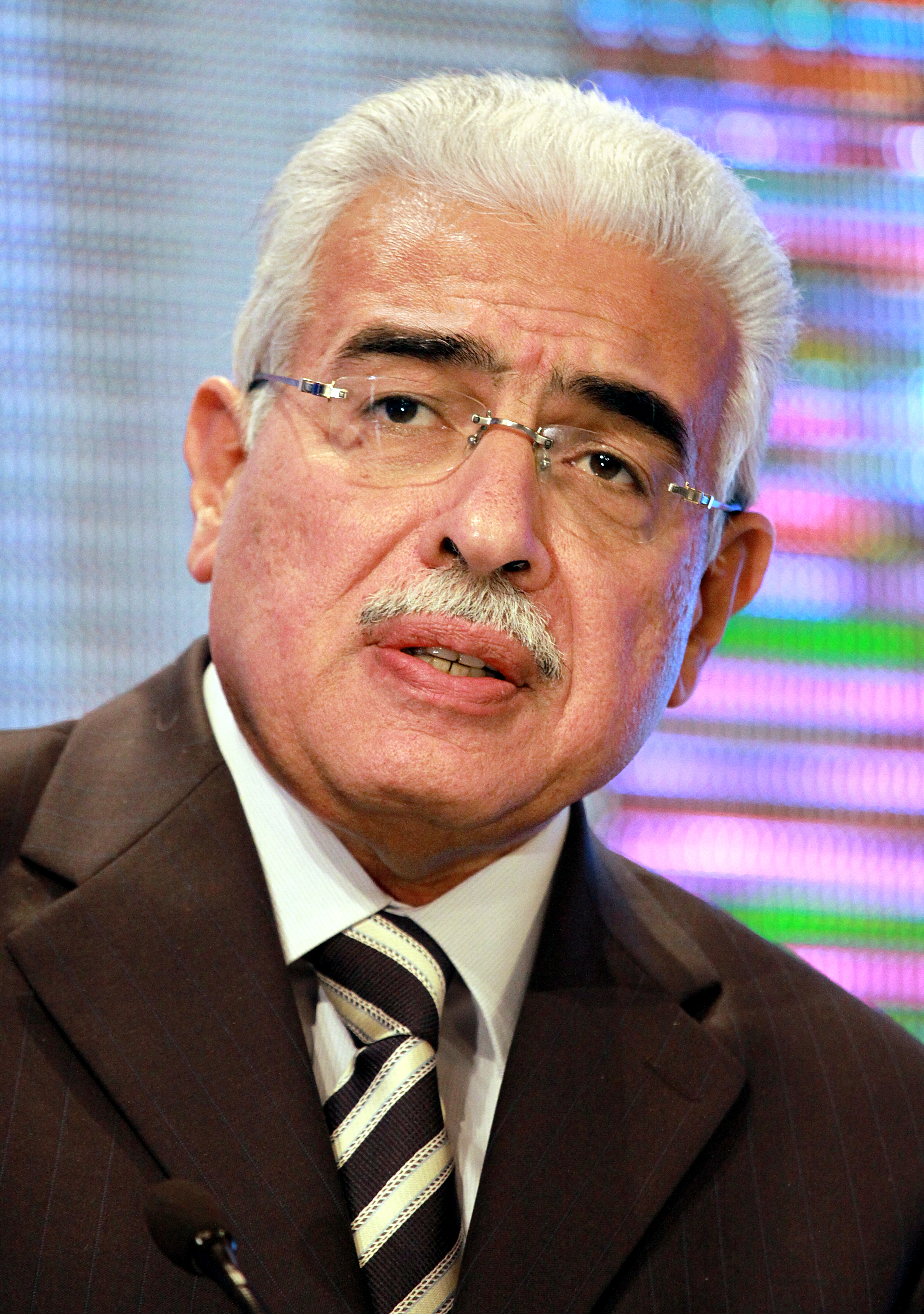
Ahmed Nazif, premier ministre égyptien lors des élections législatives de 2005 et membre du P.N.D.

- 15, 26 novembre et 7 décembre : élections législatives égyptiennes de 2005. 5267 candidats se sont présentés dans 222 circonscriptions pour 444 sièges à élire à l'Assemblée[4]. Ces élections ont conduit à la victoire du Parti national démocratique, qui soutient le président Hosni Moubarak, au pouvoir de 1981 à 2011. Elles ont marqué le léger recul du parti au pouvoir, qui a obtenu 311 sièges sur 444 (soit 93 de moins), grâce à un relâchement relatif du droit à des élections libres par le régime de Moubarak[5].

## Culture

### Cinéma
- Dunia (film, 2005)
- Le Voyageur (film, 2005)
- Youm El-Ethneen

### Théâtre
- Tunisie : La 4e édition du Festival méditerranéen du théâtre d'enfants sera organisé à Ben Arous du 19 au 26 mars 2005 avec la participation de l'Algérie, du Maroc, de l'Espagne, de la France, de l'Italie, de la Turquie, de l'Égypte, et des Pays-Bas (visiteur d'honneur).

## Sport

### Cyclisme
- Championnats d'Afrique de cyclisme sur route 2005.

### Football
- Coupe d'Afrique des Nations (CAN) junior à Cotonou (Bénin). 8 pays y participent : Nigeria, Côte d'Ivoire, Mali, Bénin (Groupe A) Égypte, Angola, Maroc, Lesotho (groupe B). Le 26 janvier, le Nigeria a battu le Maroc et l'Égypte a battu le Bénin en demi-finale. La finale a eu lieu le 29 janvier.elle a été marquée par la victoire du Nigeria contre l'Égypte ; le Bénin gagne la 3e place en battant le Maroc. La prochaine Coupe d'Afrique des nations junior aura lieu en République du Congo.
- Championnat d'Égypte de football 2004-2005.

### Judo
- Championnats du monde de judo 2005.

### Pentathlon moderne
- Championnats d'Afrique de pentathlon moderne 2005.

### Squash
- Heliopolis Open 2005.
- Hurghada International 2005.

### Tennis de table
- L'Égypte a remporté le 26 janvier à Brazzaville la finale des championnats d'Afrique des clubs champions masculins et féminins de tennis de table.

### Volley-ball
- Championnat d'Afrique masculin de volley-ball 2005.